# Onquestos (Tessàlia)
Onquestos (en grec antic Ὀγχηστός) era un riu de Tessàlia que naixia prop de la ciutat d'Escotussa, passava pel lloc anomenat Cinoscèfales, on hi van haver dues batalles importants, i arribava al llac Bebeis (Boebeis). És probablement el mateix riu Onoconos (Onochonus) que l'exèrcit de Xerxes I de Pèrsia quan va envair Grècia, va assecar bevent de la seva aigua així que hi va arribar, segons diuen Heròdot i Plini el Vell.